# Drymarchon couperi
Drymarchon couperi là một loài rắn trong họ Rắn nước. Loài này được Holbrook mô tả khoa học đầu tiên năm 1842.

## Hình ảnh

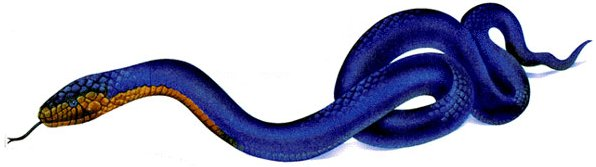
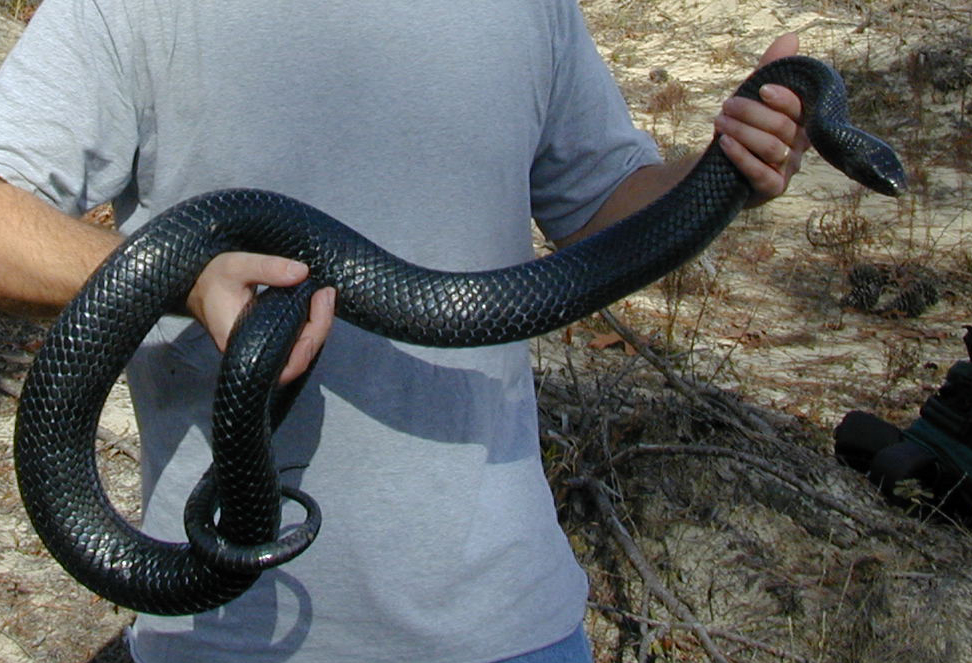
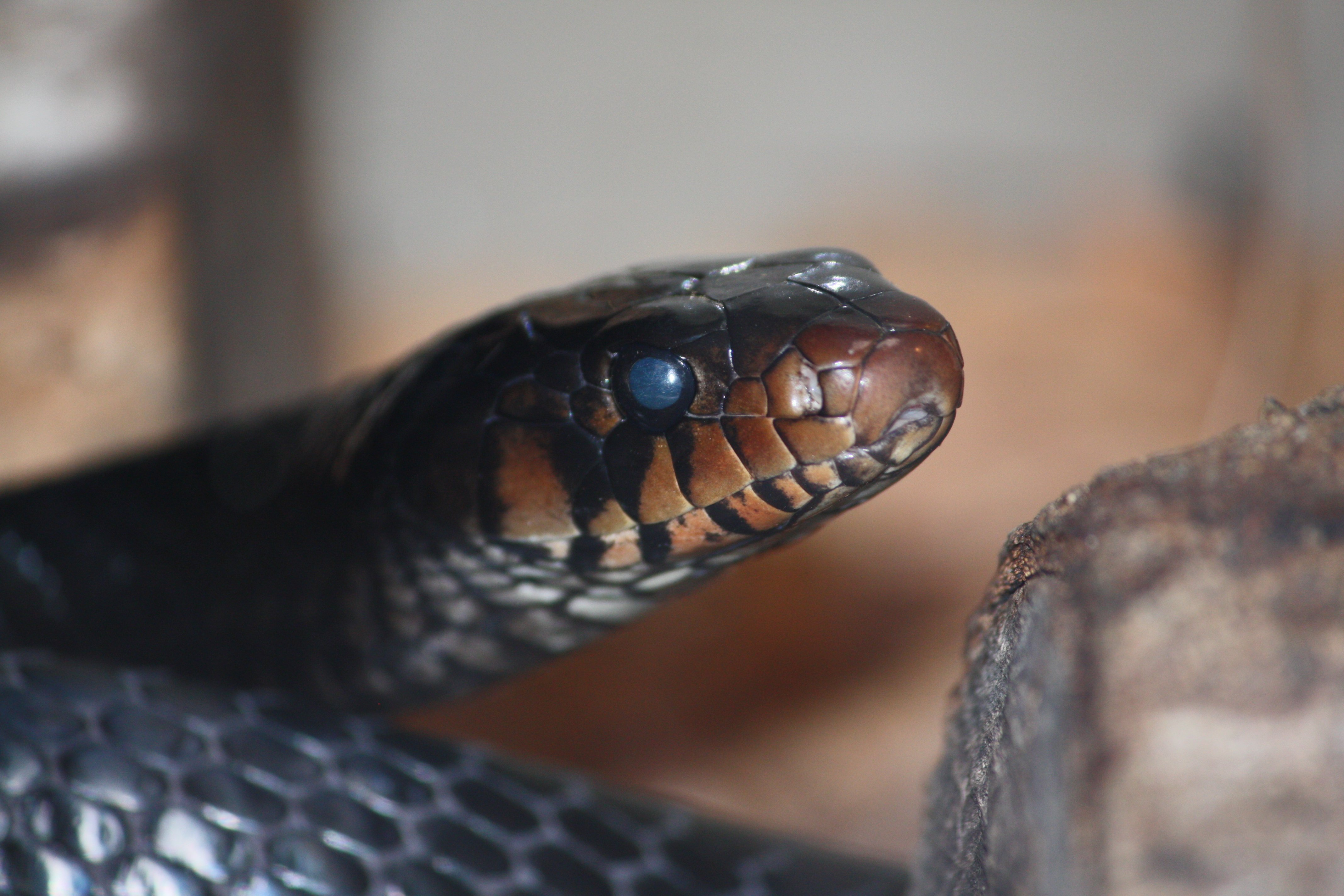
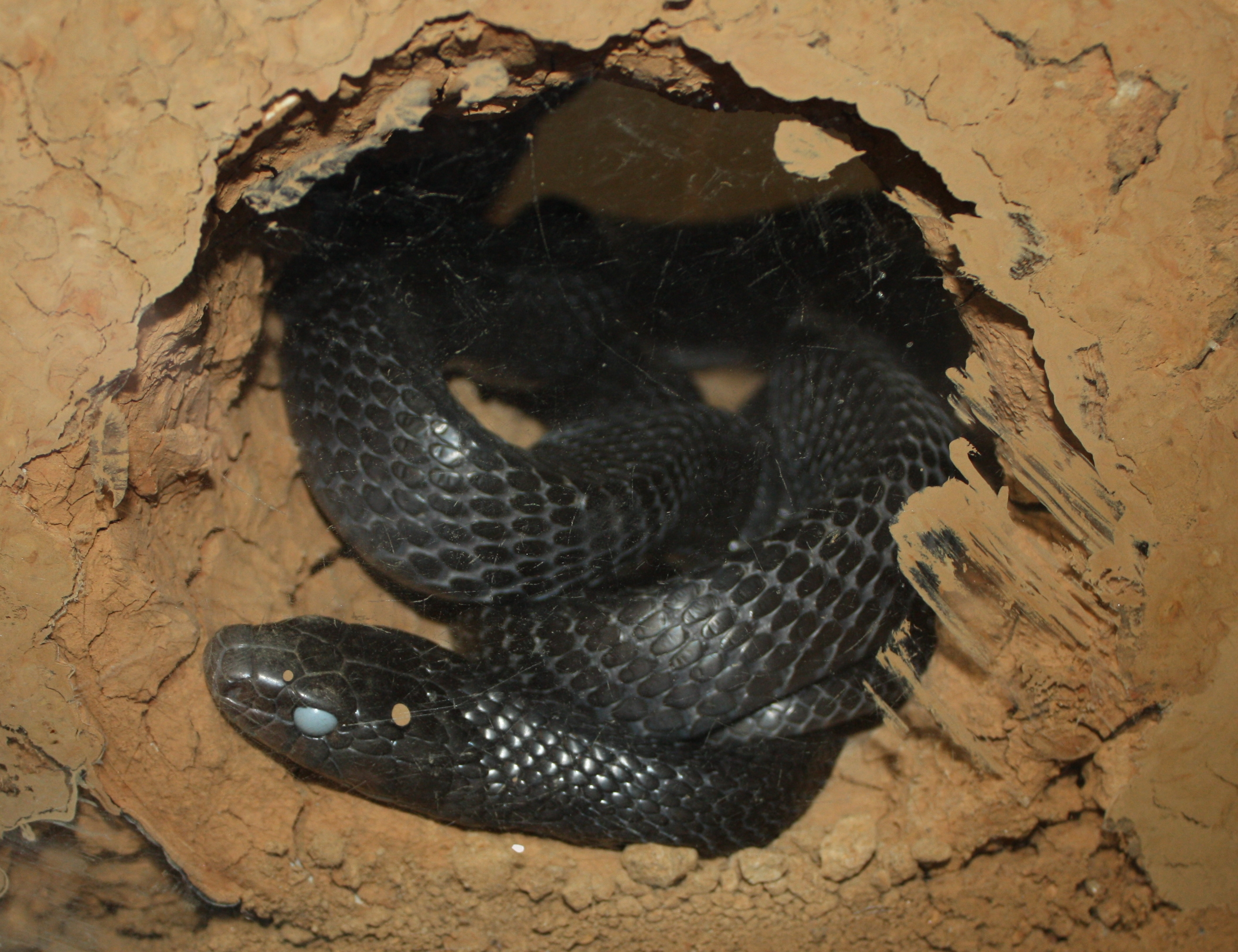